# والپا وسی
والپا وسی (به اسپانیایی: Wallpa Wasi) یک کوه در پرو است که در منطقه اوئانوکو واقع شده‌است. والپا وسی ۴٬۰۰۰ متر بالاتر از سطح دریا واقع شده‌است.